# 보딜 입센
보딜 루이세 옌센 입센(덴마크어: Bodil Louise Jensen Ipsen, 1889년 9월 14일 ~ 1964년 11월 26일)은 덴마크의 배우이다.